# السلاحف تستطيع الطيران (فلم)
السلاحف تستطيع الطيران (بالإنجليزية: Turtles Can Fly) هو فيلم دراما صدر في سنة 2004.

## الميزانية والإيرادات
حقق أرباحا تقدر بـ 1,075,553 دولار.

## روابط خارجية
- مقالات تستعمل روابط فنية بلا صلة مع ويكي بيانات